# Mestolobes mesacma
Mestolobes mesacma là một loài bướm đêm thuộc họ Crambidae. Nó là loài đặc hữu của Molokai, Maui và Hawaii.